# Ulrich II. (Pfannberg)
Ulrich II. von Peggau-Pfannberg († 1249) war der erste Graf von Pfannberg, Landrichter der Steiermark und Vogt von St. Paul.

## Leben
Sein Vater war der Freie Leutold I. von Peggau († 1212); seinem Urgroßvater Rudolf I. von Zeltschach-Peggau († nach 1138) war der väterliche Grafentitel auf unbekannte Weise abhandengekommen, Ulrich II. erlangte 1237 die Grafenwürde für sein Geschlecht wieder. 
In der Urkunde ab dem Datum Wien Februar 1237, worin Kaiser Friedrich II. dem Deutschen Ritterorden seine Privilegien bestätigt, nimmt er als „Graf von Phannenberch“ die erste Stelle unter den steirischen Zeugen ein. Vermutlich war er zu diesem Zeitpunkt bereits oberster Landrichter der Steiermark. 1240 findet man ihn wieder im Gefolge Herzog Friedrichs II. von Österreich. In dessen Gefolge nahm er auch im Juni/Juli 1241 an dessen siegreichem Gefecht gegen die Mongolen teil. Aus diesem Jahr datiert auch die letzte herzogliche Urkunde mit Graf Ulrich als Zeugen; in dieser beschenkt Herzog Friedrich den Deutschen Ritterorden.
Aus einer im Namen Graf Ulrichs verfassten Urkunde aus 1243 geht nicht klar hervor, ob er nur oberster Landrichter oder nicht doch sogar Landeshauptmann der Steiermark gewesen ist.
Graf Ulrich erlangte die Vogtei über St. Paul – vermutlich durch seinen Neffen Abt Leutold (1248–1258). Ulrichs Burgen Rabenstein und Loschenthal/Löschental lagen ja im nahen Umfeld des Stiftes. Spätere Äbte waren den Pfannbergern allerdings eher feindlich gesinnt.
Aus 1249, 22. August, datiert die letzte Urkunde, in der der „Comes de Phannenberch“ als erster Zeuge aufscheint; es geht darin um ein Rechtsgeschäft zwischen Meinhard von Görz und Friedrich von Ortenburg.

## Familie
Ulrich war mit einer Tochter Graf Ottos von Lebenau verheiratet; dies ersieht man aus den Vornamen der Kinder und aus den Besitzfolgen im unteren Lavanttal und den Grafschaften Lebenau und Plain.
Er hatte folgende Kinder:
- N.N. (Tochter, † 1245), ⚭ Graf Ulrich von Sternberg
- N.N. (Tochter), ⚭ Konrad I. von Sanneck († 1255)
- Luitgard, ⚭ Marquard von Zinzendorf
- drei weitere Töchter, Nonnen im Frauenkloster Admont
- Ulrich III. († vor 1255)
- Seifried (Siegfried) († nach 1250, vor 1260)
- Bernhard († 22. Oktober 1271), ⚭ Agnes († 1268, Sage)
- Heinrich (* vor 1241, † 24. Juli 1282), ⚭ Agnes von Plain-Hardegg († nach 10. April 1298), Tochter von Konrad III. von Plain-Hardegg († 1260) und Euphemia von Ortenburg († 9. Februar nach 1292)
- (?) Johann „von Ennstal“ († 1281), Bischof von Chiemsee (1274–1279), Bischof von Gurk (1279–1281)
- (?) Gerhard „von Ennstal“ († 1284), Abt von Stift St. Paul (1258–1275), Bischof von Lavant (1275–1284)